# دير الشراعي (الحديدة)
دير الشراعي هي إحدى قرى مديرية المراوعة، التابعة لمحافظة الحديدة اليمنية، بلغ تعداد سكانها 1123 نسمة حسب الإحصاء الذي أجري عام 2004.